# بشقابی پرساقه
بشقابی پرساقه، بشقابی کوهستانی (نام علمی: Scutellaria multicaulis) نام یک گونه از سرده بشقابی است.